# Annabel Goldie
Annabel MacNicoll Goldie, baronessa Goldie (Glasgow, 27 febbraio 1950), è una politica scozzese, membro dei Conservatori Scozzesi.

## Biografia

### Studi e lavoro
Goldie ha frequentato la Greenock Academy e poi ha studiato giurisprudenza all'Università di Strathclyde. Tra il 1978 e il 2006 ha lavorato come avvocato. Non è sposata. È membro della Scottish Lawyers Association.

### Carriera politica
Nel 1992 Goldie divenne vicepresidente dei conservatori scozzesi e divenne leader del partito dopo le dimissioni di Michael Hirst nel 1997. Ha partecipato per la prima volta alle elezioni generali britanniche del 1992 per le elezioni nazionali. Nel suo collegio elettorale di Renfrew West and Inverclyde, tuttavia, ha ricevuto solo il secondo maggior numero di voti e quindi ha mancato l'ingresso alla Camera dei comuni britannica.
Nelle prime elezioni parlamentari scozzesi nel 1999, Goldie si candidò per il mandato diretto del collegio elettorale del West Renfrewshire, ma ricevette solo il terzo maggior numero di voti dietro la candidata laburista Patricia Godman e il politico dell'SNP Colin Campbell e quindi perse il mandato diretto del collegio elettorale. Dal momento che Goldie è stata collocata al primo posto della lista elettorale regionale del Partito Conservatore per la regione elettorale della Scozia occidentale, ha ricevuto uno dei due mandati della lista per il Partito Conservatore in questa regione elettorale e si insediata nel Parlamento scozzese di recente creazione a seguito del risultato elettorale. Di conseguenza, è stata eletta vice leader del gruppo parlamentare e alla fine ha ricoperto la carica di portavoce del partito per la finanza, le imprese e l'industria fino al 2006. Nelle successive elezioni parlamentari del 2003 e 2007 ha perso il mandato diretto del West Renfrewshire, sebbene sia stata in grado di aumentare il suo numero di voti in entrambi i casi. Goldie, tuttavia, ha difeso il suo mandato per la Scozia occidentale. Tra il 2003 e il 2005, è stata portavoce del partito per la giustizia. Dopo le dimissioni di David McLetchie da capo del partito nel 2005, Goldie è stata l'unico candidato eletto all'unanimità come nuovo leader del partito. Il West Renfrewshire, per il quale Goldie aveva corso dal 1999, è stato sciolto come parte della riforma del collegio elettorale del 2011. Goldie si è candidata alle elezioni generali del 2011 nella nuova circoscrizione del Renfrewshire North and West. Il mandato diretto è andato a Derek Mackay dell'SNP. Goldie ha ricevuto un mandato per la quarta volta consecutiva e quindi è rimasta nel Parlamento scozzese per la quarta legislatura. Nel novembre 2011, si è dimessa da leader del partito. Ruth Davidson è stata eletta come suo successore. Goldie è attualmente la portavoce del partito per la cultura e le comunità. 
Il 3 ottobre 2013 è stata elevata pari a vita con il titolo di Baronessa Goldie, di Bishopton nella contea del Renfrewshire, e quindi membro della Camera dei lord.